# 傅喜
傅 喜（ふ き、? - 10年）は、前漢の人。字は稚游。河内郡温県の人。漢の哀帝の祖母で元帝の妃の傅昭儀の従弟。

## 略歴
若い頃から学問を好み、志が高かった。哀帝が綏和元年（紀元前8年）に成帝の皇太子となると、成帝は傅喜を太子中庶子に選んだ。翌年、哀帝が即位すると傅喜は衛尉になり、2カ月後に右将軍となった。
この時、大司馬の王莽が勇退し、人々は後任に傅喜を望んだ。しかし従弟の孔郷侯傅晏は哀帝の皇后の父であり、また哀帝の母方の伯父の陽安侯丁明もおり、傅喜は謙譲して病気を称した。また哀帝の祖母の傅太后が政治に関与するようになったが、傅喜はそれを諌めており、傅太后は傅喜が王莽の後任になるのを望まなかった。そこで哀帝は左将軍の師丹を大司馬とし、傅喜には黄金百斤を与えて将軍の印を返上させ、光禄大夫の地位に就けて治療に専念させた。
これに対し、大司空の何武・尚書令の唐林が上書して傅喜の登用を薦めたので、師丹を大司空にした上で建平元年（紀元前6年）に傅喜を大司馬に任命し、列侯（高武侯）に封じた。
哀帝の外戚の丁氏・傅氏は傅喜のことを妬み、また傅喜は皇太后の称号を欲しがる傅太后に対して丞相の孔光・大司空の師丹と共に反対したため、傅太后は激怒した。哀帝はやむを得ずまず師丹を罷免して傅喜に考え直すよう促した。しかし傅喜の心は変わらなかったので、哀帝は傅喜を罷免した。傅太后は彼が朝廷に出ることも禁じ、領国に就任させた。
その後、元寿2年（紀元前1年）に哀帝が死亡すると、王莽が権力を握って平帝が即位した。王莽は傅氏一族の官位・爵位を取り上げ、傅晏は合浦に移住させたが、傅太后に反対したことから傅喜を評価し、長安に呼び戻して特進の位を与えた。傅喜は褒賞を受けてはいても孤立しており、恐れを抱いた。その後また領国に戻され、始建国2年（10年）に寿命で死んだ。子の傅勁が列侯を継いだが、王莽が敗れると断絶した。